# Овочевий суп

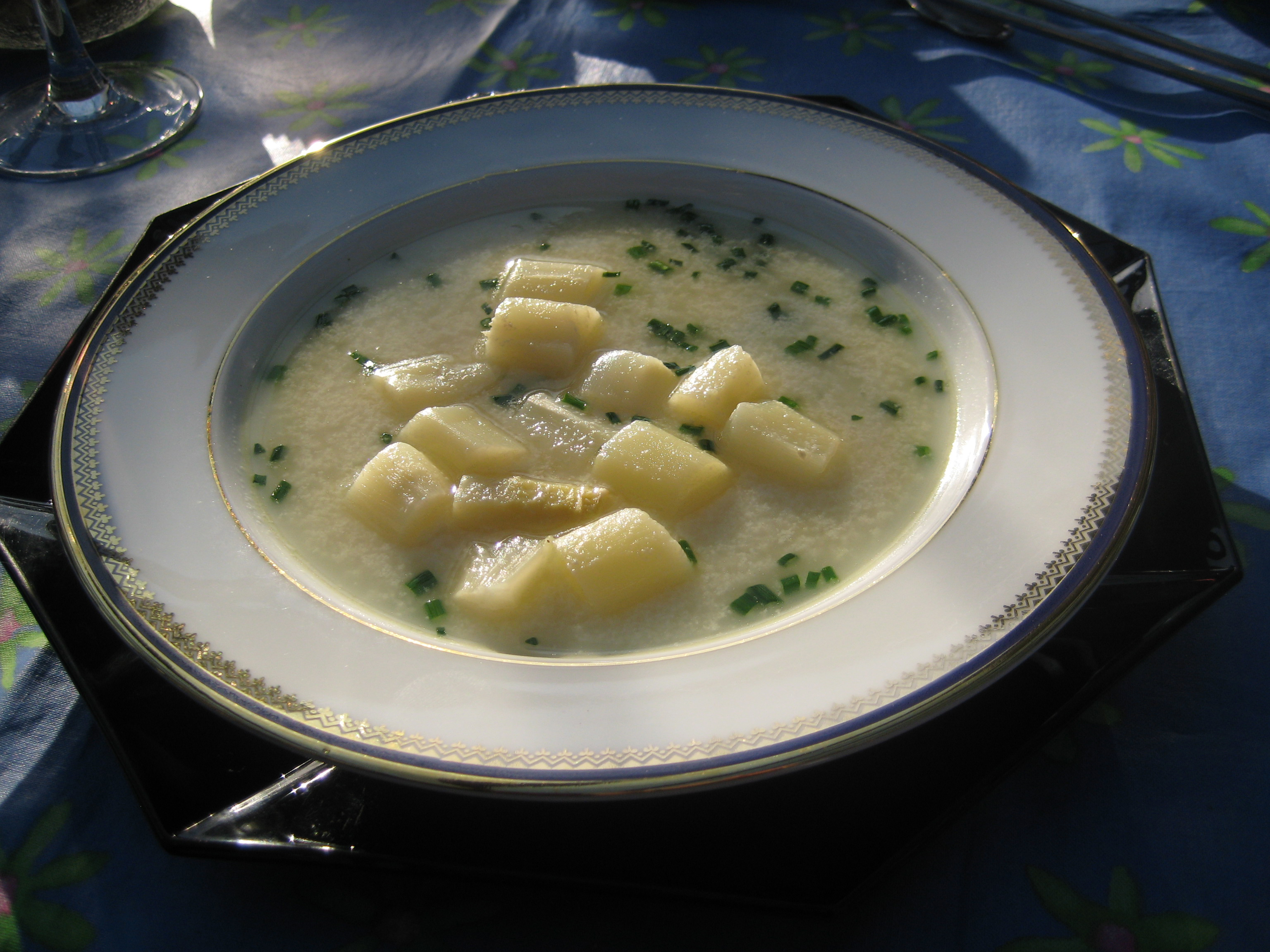
Німецький спаржевий суп

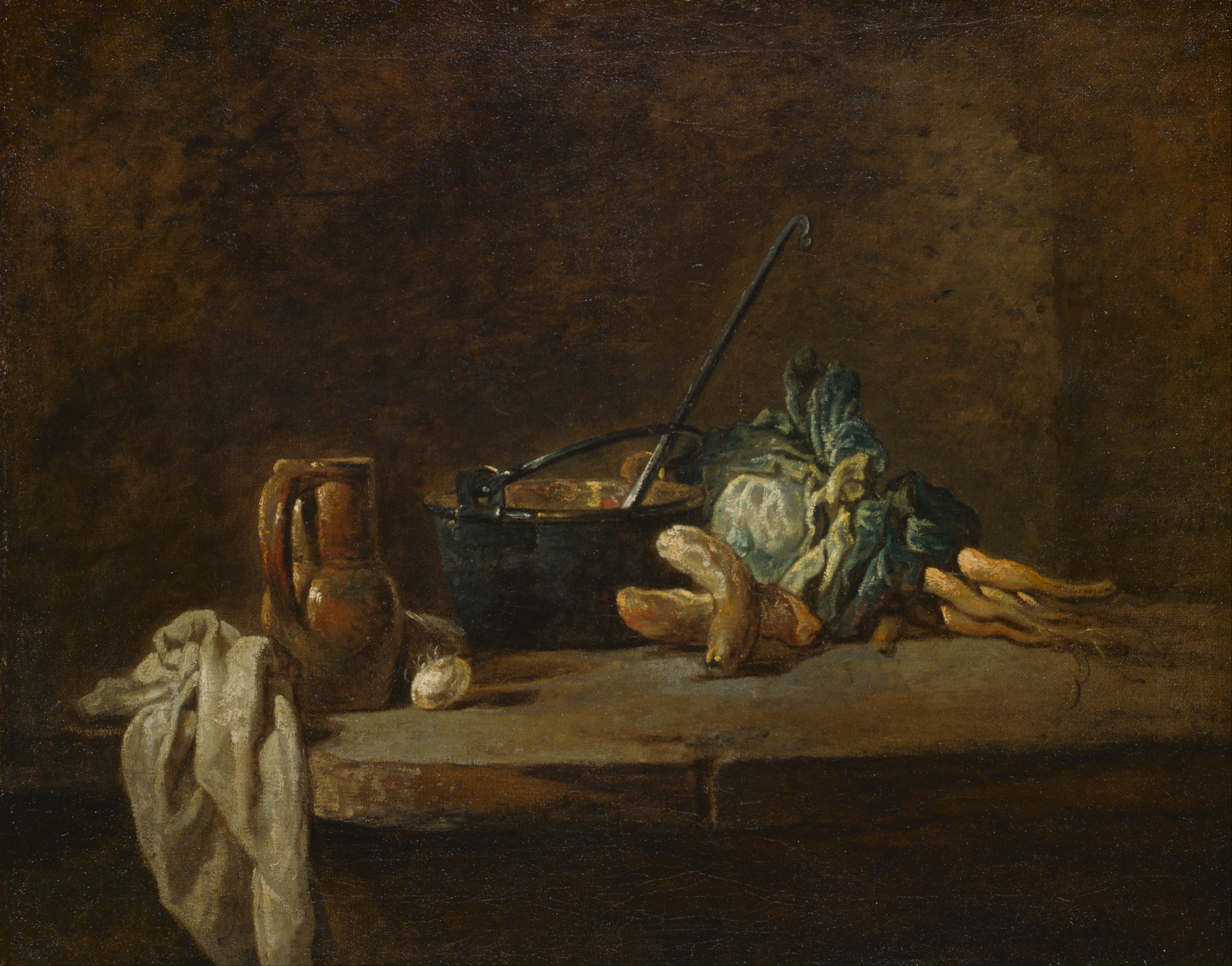
Жан-Батіст Шарден. Овочі для супу. 1732. Художній музей Індіанаполісу

Овочевий суп — рідка перша страва, основними інгредієнтами якої є певні овочі або їх поєднання залежно від сезону.
За консистенцією овочеві супи можуть бути як пюрованими, так і заправними, їх готують на овочевих бульйонах. Супи з тонко нарізаних соломкою овочів називаються жульєнами. Для збереження вітаміну C овочі в заправних супах рекомендують закладати в киплячу рідину, а потім доводити до готовності на малому вогні під кришкою. Набір овочів для приготування бульйонів відомий у європейській кухні під французькою назвою мирпуа. Найбільш популярними овочевими супами є цибулевий та картопляний.
Зазвичай овочевий суп зазвичай є заправним і є відваром — бульйоном з м'яса, грибів або риби з подрібненими овочами, іноді з додаванням крупи, переважно ячмінної або перлової. В італійський «великий овочевий суп» мінестроні додають макаронні вироби та рис. У Німеччині картопляний суп входить до трійки улюблених страв, у деяких регіонах до нього додають чорнослив або ж їдять зі сливовим пирогом.